# Henryk Niezabitowski

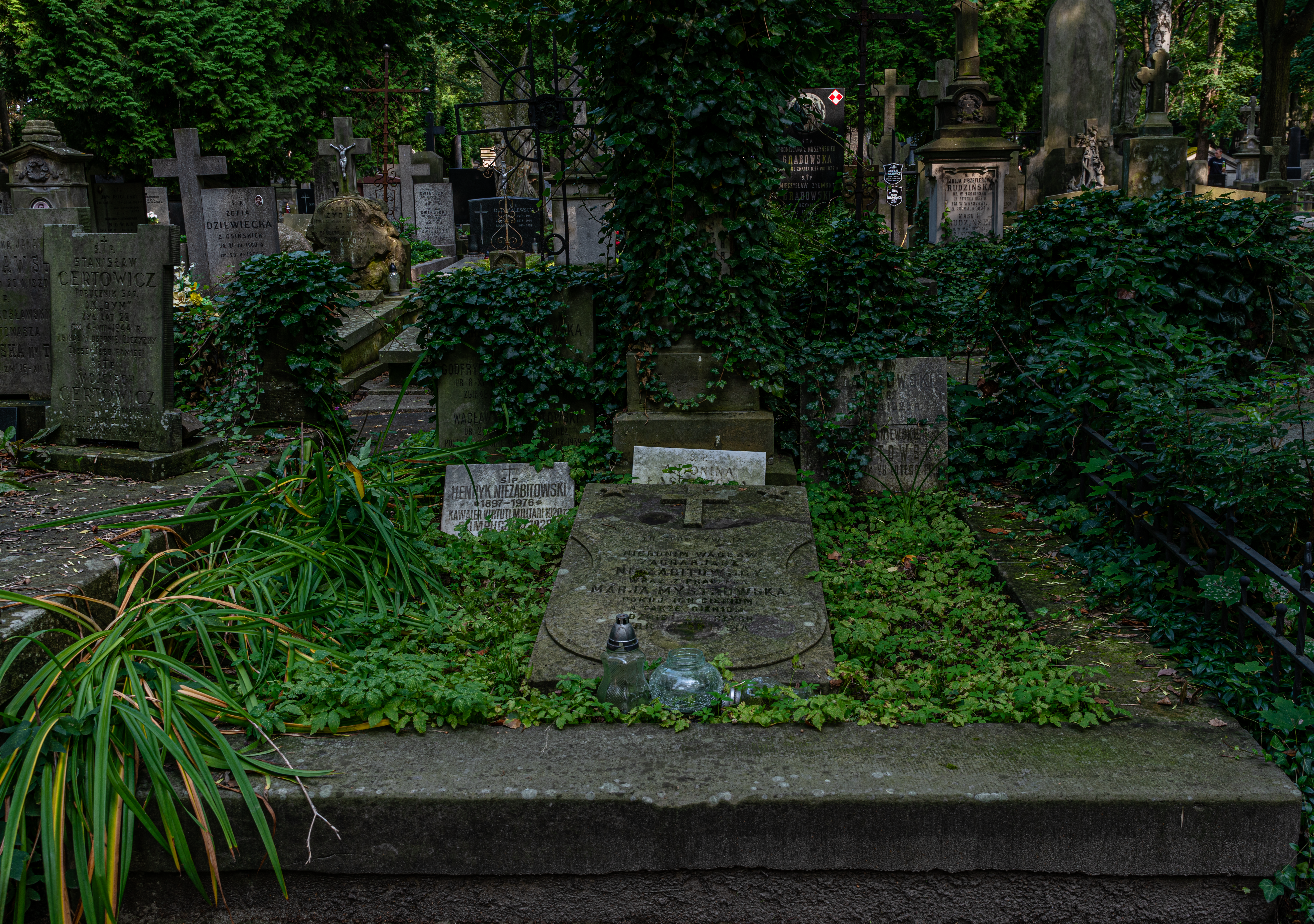
Grób Henryka Niezabitowskiego na cmentarzu Powązkowskim

Henryk Szczepan Niezabitowski ps. „Golarz” (ur. 26 grudnia 1896 w Warszawie, zm. 26 czerwca 1976 w Radomsku) – podporucznik kawalerii rezerwy Wojska Polskiego, działacz niepodległościowy, kawaler Orderu Virtuti Militari, wioślarz, hokeista, olimpijczyk z Amsterdamu 1928.

## Życiorys
Urodził się 26 grudnia 1896 w Warszawie, w rodzinie Wacława, czeladnika i Antoniny z Kaniewskich. Naukę szkolną rozpoczął w 1906. W latach 1908–1918 uczęszczał do warszawskiego Gimnazjum Mariana Ryłchowskiego, w którym uzyskał maturę. W 1910 wstąpił do Organizacji Młodzieży Niepodległościowej „Zarzewie” i tajnego skautingu. W 1916 został drużynowym I Warszawskiej Drużyny Harcerskiej im. Romualda Traugutta „Czarna Jedynka”. W latach 1915–1918 był członkiem Polskiej Organizacji Wojskowej. W 1918 zapisał się na studia na Wydziale Inżynierii Lądowej Politechniki Warszawskiej.
1 listopada wstąpił do Wojska Polskiego i dostał przydzielony do 1 Pułku Szwoleżerów Józefa Piłsudskiego. W maju 1920 został awansowany na podchorążego. Na wojnie z bolszewikami walczył w szeregach 18 pułku ułanów. 22 września 1920 odznaczył się szczególną brawurą i męstwem w boju pod Nowym Dworem. W listopadzie 1920 został urlopowany z wojska. Na stopień podporucznika rezerwy został mianowany ze starszeństwem z 29 listopada 1930 i 2. lokatą w korpusie oficerów kawalerii. W 1934, jako oficer rezerwy pozostawał w ewidencji Powiatowej Komendy Uzupełnień Warszawa Miasto III. Posiadał przydział w rezerwie do 2 pułku ułanów w Suwałkach. Mieszkał w Warszawie przy ul. Piaskowej 1, a później w Rudzie Malenieckiej.
W 1939 roku podczas wojny obronnej 1939 walczył pod Siedlcami i w obronie Warszawy. Po kapitulacji został wzięty do niewoli niemieckiej. Przebywał w obozach jenieckich Hohstein-Born-Kłomino. Był organizatorem sportowego życia obozowego. Współpracował z Zygmuntem Weissem. W 1944 roku w Oflagu II D w Gross-Born wchodził w skład komitetu organizacyjnego jenieckiej olimpiady. 15 sierpnia 1944 dokonał razem z Weissem opuszczenia flagi olimpijskiej.
Po wojnie pracował na kierowniczych stanowiskach w zarządach eksploatacji dróg publicznych w Opocznie, Końskich, Kielcach i Radomsku. Zmarł 26 czerwca 1976 w Radomsku. Został pochowany na cmentarzu Powązkowskim (kwatera 47-6-23).

### Kariera sportowa
Wioślarstwo
Zainteresował się sportem w okresie nauki w gimnazjum. W 1920 związał się z AZS Warszawa. W klubie uprawiał wioślarstwo i hokej na lodzie. W 1920 i w latach 1923–1925 był mistrzem Polski w czwórce ze sternikiem, a w 1920 i latach 1925–1927 w ósemce. W 1924 wystartował w akademickich mistrzostwach świata w Warszawie zdobywając złoty medal w czwórce ze sternikiem. W 1925 z Ottonem Gordziałkowskim, Lucjanem Kulejem, Władysławem Nadratowskim zwyciężył w regatach akademickich w Pawii. W 1927 został akademickim mistrzem świata w ósemce. Był trzykrotnym uczestnikiem mistrzostw Europy. W 1925 na mistrzostwach Europy w Pradze był czwarty w ósemce. Rok później na mistrzostwach Europy w Lucernie był szósty w tej samej konkurencji. Na kolejnych mistrzostwach Europy w 1927 w Como zdobył brązowy medal. Na Letnich Igrzyskach Olimpijskich w Amsterdamie zajął czwarte miejsce w ósemce. Ostatnim sukcesem wioślarstwie było wicemistrzostwo Polski w czwórce i brązowy medal w ósemce.
Hokej na lodzie
W 1922 zaczął uprawiać hokej na lodzie w AZS Warszawa. Występował na pozycji bramkarza. Na przełomie 1924/1925 wystąpił w pierwszym międzynarodowym turnieju w Szwajcarii. W 1926 został powołany do Reprezentacji Polski w hokeju na lodzie mężczyzn na mistrzostwa Europy w Davos. W reprezentacji Polski rozegrał 3 mecze.

## Ordery i odznaczenia
- Krzyż Srebrny Orderu Virtuti Militari nr 4570[11][12]
- Krzyż Niepodległości (16 marca 1937)[13][1]
- Krzyż Walecznych[14]
- Srebrny Krzyż Zasługi (19 marca 1931)[15]